# Campeonato Mundial de Ciclismo en Ruta de 2020
El LXXXVII Campeonato Mundial de Ciclismo en Ruta se realizó en Imola (Italia) entre el 24 y el 27 de septiembre de 2020, bajo la organización de la Unión Ciclista Internacional (UCI) y la Unión Ciclista de Italia.
Originalmente, el campeonato iba a realizarse en las localidades suizas de Aigle y Martigny, pero la federación de ciclismo de ese país anunció la cancelación del evento debido a la pandemia de COVID-19.
El campeonato constó de carreras en las especialidades de contrarreloj y de ruta, en las divisiones élite masculino y élite femenino.

## Programa
El programa de competiciones fue el siguiente:
| Día              | Evento                 | Trayecto                                      | Distancia (km) | Ganador                                |
| ---------------- | ---------------------- | --------------------------------------------- | -------------- | -------------------------------------- |
| Contrarreloj     |                        |                                               |                |                                        |
| 24 de septiembre | Contrarreloj femenina  | Imola                                         | 31,7           | Anna van der Breggen · ( Países Bajos) |
| 25 de septiembre | Contrarreloj masculina | Imola                                         | 31,7           | Filippo Ganna · ( Italia)              |
| Ruta             |                        |                                               |                |                                        |
| 26 de septiembre | Ruta femenina          | Imola–Imola (circuito de 28,8 km – 5 vueltas) | 143,0          | Anna van der Breggen · ( Países Bajos) |
| 27 de septiembre | Ruta masculina         | Imola–Imola (circuito de 28,8 km – 9 vueltas) | 258,2          | Julian Alaphilippe ( Francia)          |

## Resultados

### Masculino
- Contrarreloj

| Puesto | Ciclista      | País    | Tiempo   |
| ------ | ------------- | ------- | -------- |
| Oro    | Filippo Ganna | Italia  | 35:54,10 |
| Plata  | Wout van Aert | Bélgica | 36:20,82 |
| Bronce | Stefan Küng   | Suiza   | 36:23,90 |

- Ruta

| Puesto | Ciclista           | País    | Tiempo  |
| ------ | ------------------ | ------- | ------- |
| Oro    | Julian Alaphilippe | Francia | 6:38:34 |
| Plata  | Wout van Aert      | Bélgica | 6:38:58 |
| Bronce | Marc Hirschi       | Suiza   | 6:38:58 |

### Femenino
- Contrarreloj

| Puesto | Ciclista             | País         | Tiempo   |
| ------ | -------------------- | ------------ | -------- |
| Oro    | Anna van der Breggen | Países Bajos | 40:20,14 |
| Plata  | Marlen Reusser       | Suiza        | 40:35,72 |
| Bronce | Ellen van Dijk       | Países Bajos | 40:51,60 |

- Ruta

| Puesto | Ciclista             | País         | Tiempo  |
| ------ | -------------------- | ------------ | ------- |
| Oro    | Anna van der Breggen | Países Bajos | 4:09:57 |
| Plata  | Annemiek van Vleuten | Países Bajos | 4:11:17 |
| Bronce | Elisa Longo Borghini | Italia       | 4:11:17 |

## Medallero
| Núm. | País         | Oro | Plata | Bronce | Total |
| ---- | ------------ | --- | ----- | ------ | ----- |
| 1    | Países Bajos | 2   | 1     | 1      | 4     |
| 2    | Italia       | 1   | 0     | 1      | 2     |
| 3    | Francia      | 1   | 0     | 0      | 1     |
| 4    | Bélgica      | 0   | 2     | 0      | 2     |
| 5    | Suiza        | 0   | 1     | 2      | 3     |
|      | TOTAL        | 4   | 4     | 4      | 12    |